# Anthodon trinerve
Anthodon trinerve là một loài thực vật có hoa trong họ Dây gối. Loài này được (Spreng.) Schult. mô tả khoa học đầu tiên năm 1827.